# Carlos Pachamé
Carlos Pachamé (ur. 25 lutego 1944) – argentyński piłkarz występujący na pozycji pomocnika.

## Kariera piłkarska
Od 1963 do 1980 roku występował w klubach Estudiantes La Plata, Boca Juniors, Quilmes, Lanús, Independiente Medellín i Rochester Lancers.

## Kariera trenerska
Po zakończeniu piłkarskiej kariery pracował jako trener w Estudiantes La Plata i Avispa Fukuoka.